# پروانه وثوق
پروانه وثوق (اسفندماه ۱۳۱۴، همدان - ۲۹ اردیبهشت ۱۳۹۲، تهران) اصالتا آشتیانی اشتیان دارای مدرک فوق تخصص خون و سرطان‌شناسی کودکان، رئیس هیئت امنای بیمارستان محک و عضو فرهنگستان علوم پزشکی ایران بود. او در بیمارستان‌های علی اصغر، مفید و کودکان تهران به مداوای کودکان مبتلا به سرطان می‌پرداخت. وی را «فرشته نجات کودکان سرطانی ایران» می‌نامیدند.

## زندگی‌نامه
پروانه وثوق فرزند پدر ومادری است که اصالت آنها آشتیانی است. او دکترای عمومی خود را در سال ۱۳۴۲ از دانشکده علوم پزشکی تهران گرفت و دوره‌های تخصصی و فوق تخصصی‌ایش در خون و سرطان‌شناسی را در دانشگاه‌های کمبریج، ماساچوست و ایلینوی گذراند. وثوق همچنین دوره تکمیلی پزشکی خود را در دانشگاه واشینگتن به پایان رساند.
او پس از اتمام تحصیلاتش به ایران بازگشت و در سال ۱۳۵۰ در «مرکز آموزشی درمانی حضرت علی‌اصغر» تهران آغاز به کار کرد. او بخش خون‌شناسی و سرطان‌شناسی را در این بیمارستان راه‌اندازی کرد. او همچنین از ابتدای تأسیس مؤسسه محک در سال ۱۳۷۰ با این مرکز همکاری می‌کرد و از آغاز فعالیت بیمارستان فوق تخصصی سرطان کودکان محک در سال ۱۳۸۶ به صورت داوطلبانه سرپرستی تیم پزشکی این بیمارستان را بر عهده داشت. وی بیش از ۱۰۰ عنوان کتاب و مقاله در زمینه بیماری‌های خون و سرطان کودکان تألیف کرده‌است. وی در سالهای خدمات مؤثر پزشکی خود، کودکان سرطانی بسیاری را از سراسر جهان درمان کرده و سلامتی را به آنان بازگردانده بود.
پروانه وثوق هیچ‌گاه ازدواج نکرد. او سحرگاه دوشنبه ۳۰ اردیبهشت ۱۳۹۲ در سن ۷۸ سالگی درگذشت.
او فرشته نجات کودکان سرطانی بود.